# Osprey Osprey I
Osprey GP2 Osprey známý také jako X-28, Air Skimmer, Sea Skimmer, Pereira GP2 Osprey je americký jednomístný létající člun, který navrhl Eut Tileston v rámci zakázky od výrobce George Pereira. Letoun získal označení Osprey I až poté, co Pereira vyrobil Osprey II. Peraira založil společnost Osprey Aircraft, která prodávala plány na stavbu tohoto letadla a přepravního přívěsu, které prodávala za 150 USD.
Jeden letoun byl zakoupen námořnictvem Spojených států pod označením X-28 v reakci na studii, která naznačovala potenciální použití malého jednomotorového hydroplánu pro plnění úkolů policejního typu v jihovýchodní Asii. Naval Air Development Center (NADC) jej zkoušelo v rámci programu Air Skimmer. Od letounu se vyžadovalo, aby byl schopný podnikat lety za běžné viditelnosti (VFR lety), letoun měl být rovněž malý, lehký a vyrobitelný v podmínkách tehdejší jihovýchodní Asie bez většího investování za cenu do 5 000 USD při výrobě většího množství letadel. Měl být nasazen v deltě Mekongu během vietnamské války. Ta skončila dříve, než byly dokončeny plány pro jeho výrobu.
Letoun X-28 se stal součástí sbírek Kalamazoo Aviation History Museum nynějšího muzea Air Zoo Aerospace & Science.

## Specifikace (X-28A)
Technické údaje
- Posádka: 1
- Rozpětí křídla: 7,5438 m (24,750 ft)
- Plocha křídla: 9,57 m2 (103,0 sq ft)
- Délka: 5,4102 m (17,750 ft)
- Výška: 1,6 m (5,2 ft)
- Vzletová hmotnost: 408,2 kg (900 lb)
- Prázdná hmotnost: 272,16 kg (600,0 lb)
- Pohonná jednotka:1x Continental C-90-12 67,11 kW (90,00 hp)

Výkony
- Rychlost: 217 km/h (135 mph)
- Dostup: 5 485 m (17 995 ft)
- Stoupavost: 11 m/s (2 200 ft/min)
- Dolet: 600 km (370 mi)